# 南帕拉里
南帕拉里（法語：Nampalari），是馬里的城鎮，位於該國中部，由塞古區的尼奧諾省負責管轄，面積5,111平方公里，海拔高度266米，2009年人口11,052，人口密度每平方公里2.2人。